# Meinhard
Meinhard es un municipio situado en el distrito de Werra-Meißner, en el estado federado de Hesse (Alemania). Su población estimada a finales de 2016 era de 4670 habitantes.
Se encuentra ubicado al noreste del estado, cerca de las fronteras con los estados de Baja Sajonia y Turingia, y de la orilla del río Werra, uno de los cabeceras del río Weser.

## Hermanamientos
La localidad de Meinhard ha firmado vínculos de cooperación perdurables, en carácter de hermanamientos, con las siguientes ciudades:
- Valle María, Provincia de Entre Ríos, Argentina (1° de mayo de 2019)[3]